# فومییا سوزوکی (بازیکن فوتبال، زاده ۲۰۰۲)
فومییا سوزوکی (ژاپنی: 鈴木 史哉؛ زادهٔ ۱۸ آوریل ۲۰۰۲) یک بازیکن فوتبال اهل ژاپن است.
از باشگاه‌هایی که در آن بازی کرده‌است می‌توان به باشگاه فوتبال وگالتا سندای اشاره کرد.